# Suvinil
Suvinil é um fabricante de tintas imobiliárias que pertenceu por décadas à multinacional alemã de química BASF. Foi fundada em 1961 e é atualmente a empresa com maior fatia do mercado de tintas imobiliárias brasileiro. Possui fábricas em São Bernardo do Campo, São Paulo, e Jaboatão dos Guararapes, Pernambuco. Além de atuar no mercado brasileiro, exporta para países como Paraguai, Venezuela, Cuba, Bolívia, Panamá e países africanos.
Em fevereiro de 2025, a BASF anunciou a venda da divisão de tintas arquitetônicas no Brasil para a Sherwin-Williams, incluindo a Suvinil e a Glasu!, por cerca de US$ 1,15 bilhão. A conclusão da transação está prevista para o segundo semestre de 2025, sujeita à aprovação do Cade e demais autoridades regulatórias.